# Rod Sylvestre
Rod Sylvestre (...) è un giocatore di football americano statunitense, che gioca come defensive back per i Porvoon Butchers.
Dopo aver giocato al college per quattro diverse squadra si è trasferito prima in Brasile ai Coritiba Crocodiles, poi in Finlandia ai Porvoon Butchers.